# VdB 88
vdB 88 è una nebulosa a riflessione visibile nella costellazione del Cane Maggiore.

## Caratteristiche
Si individua sul bordo sudoccidentale della Nebulosa Gabbiano, una regione H II in cui hanno luogo fenomeni di formazione stellare; la sua posizione è a circa 2° a ENE di θ Canis Majoris, una stella di colore arancione di quarta magnitudine. La nebulosa circonda e riceve luce e radiazione ultravioletta dalla stella bianco-azzurra di sequenza principale HD 52721, di classe spettrale B2V con forti linee di emissione; la distanza, determinata tramite la misurazione della parallasse, di 1,10 mas, è di circa 909 parsec (circa 2960 anni luce), alla stessa distanza della Nebulosa Gabbiano, con cui dunque è fisicamente legata, e con l'associazione OB Canis Major OB1, posta mediamente a una distanza appena superiore. La nebulosa ha un aspetto sferico e circonda completamente la stella illuminatrice; ad essa è apparentemente associata anche una piccola regione di gas ionizzato, di colore rossastro. Fa parte dello stesso sistema di gas della vicina nube vdB 90.